# Diocèse de Radom
Le diocèse de Radom (en latin : Dioecesis Radomensis) est un diocèse catholique de Pologne de la province ecclésiastique de Częstochowa dont le siège est situé à Radom. Le diocèse comprend la partie sud de la voïvodie de Mazovie, la partie nord de celle de Sainte-Croix, la partie est de la voïvodie de Łódź et une petite partie ouest de celle de Lublin.

## Historique
Le diocèse de Radom a été créé le 25 mars 1992 par démembrement du diocèse de Sandomierz-Radom, à la suite de la réorganisation de l'Église polonaise par le pape Jean Paul II avec la bulle Totus tuus Poloniae populus.
Le territoire est divisé en 29 doyennés et 301 paroisses.

Localisation du diocèse.
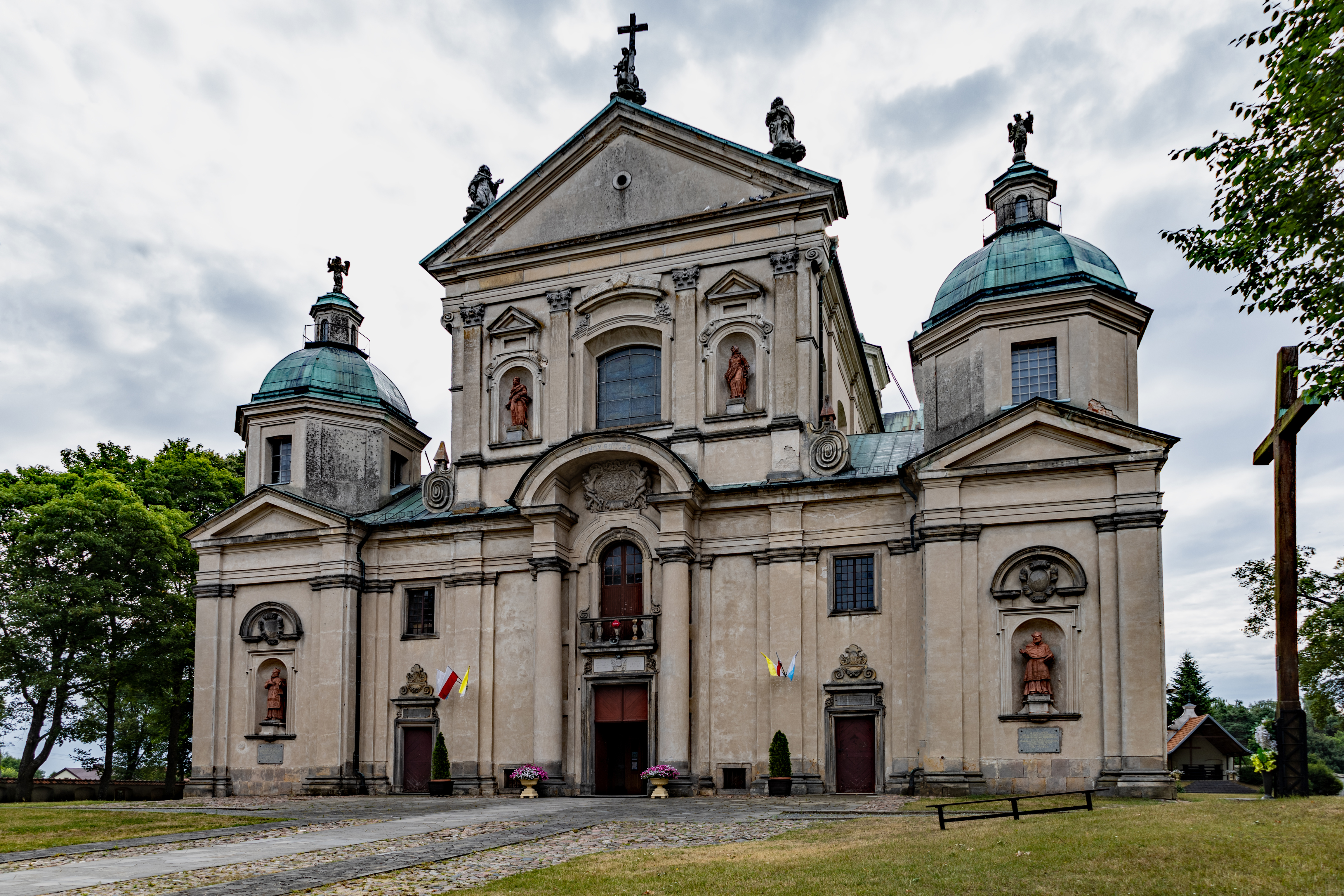
La basilique Saint-Philippe-Néri-et-Saint-Jean-Baptiste de Studzianna.

## Églises importantes du diocèse
L'église de la Protection-de-la-Bienheureuse-Vierge-Marie (en polonais :Katedra Opieki Najświętszej Maryi Panny) de Radom est la cathédrale du diocèse.
- Basiliques mineures :
  - Basilique Notre-Dame-Porte-de-l'Aurore (en polonais : Bazylika Matki Bożej Ostrobramskiej) à Skarżysko-Kamienna
  - Basilique Saint-Philippe-Néri-et-Saint-Jean-Baptiste (en polonais : Bazylika św. Filipa Nerri i św. Jana Chrzciciela) à Studzianna.
  - Basilique Saint-Casimir (en polonais : Bazylika św. Kazimierza) à Radom.

## Évêques de Radom
- Évêques :
  - Edward Henryk Materski, du 25 mars 1992 jusqu'à sa retraite, le 28 June 1999,
  - {Jan Chrapek, C.S.M.A., du 28 juin 1999 jusqu'à son décès, le 18 octobre 2001,
  - Zygmunt Zimowski, du 28 mars 2002 au 18 avril 2009,
  - Henryk Tomasik, du 16 octobre 2009 au 4 janvier 2021,
  - Marek Solarczyk (it), depuis le 4 janvier 2021.

- Évêques auxiliaires :
  - Adam Odzimek, le 25 mars 1992, auparavant évêque auxiliaire de Sandomierz-Radom,
  - Stefan Siczek, du 25 mars 1992 jusqu'à sa mort, le 31 juillet 2012,
  - Piotr Wojciech Turzyński, du 17 janvier 2015 jusqu'à sa mort, le 14 avril 2025.